# 阿喇納
阿喇納（？—1724年），烏彌氏（伍彌氏），又称阿喇納、阿喇衲、阿爾納，蒙古正黃旗人，阿南達长子。清朝军事将领。
早年襲其祖哈岱世職，授三等侍衛，累進散秩大臣。当时，策妄阿喇布坦跟随噶爾丹进犯哈密。康熙五十四年，康熙帝命尚書富寧安率军屯兵于巴爾庫爾。康熙五十五年，康熙帝授阿喇納參贊大臣，選八旗察哈爾精兵，并跟从阿南達出塞。康熙五十六年，授富寧安靖逆大將軍，令阿喇納率领一千三百人，自烏蘭烏蘇深入烏魯木齊。至通俄巴錫搜山，俘噶爾丹叛军一百數十人，收駝馬牛羊，损毁庄稼归还。康熙五十九年，清军进入西藏，富寧安復令阿喇納率四千人自吐魯番出邊，至齊克塔木，攻破敌军堡垒，并抵达闢展，該部首領額敏和卓率回衆三百餘人归降，大军遂会师烏蘭烏蘇，之后班师。康熙六十年，康熙帝命其率兵进攻吐魯番，和策妄阿喇布坦狭路相逢，于是阿喇納兵分三路突击进攻并获胜，之后授協理將軍，築城屯粮，做持久战准备。阿喇納借此上疏请进军伊犁，但康熙帝认为敌军已撤，遂暂缓进军。雍正元年，擢鑲紅旗蒙古副都統，征讨青海，率兵两千駐布隆吉爾，并击退进犯的阿喇布坦蘇巴泰。但是不久得病，死于军中。賜白金千，遣官護喪歸，諡僖恪，加拜他喇布勒哈番。以其子伍彌泰襲爵，合為三等伯。乾隆年间，定封號曰誠毅。
有弟阿敏多，子伍彌泰，孙烏遜、景文。